# 카페인
카페인(영어: caffeine)은 메틸크산틴 계열의 중추신경계(CNS) 각성제이다. 알칼로이드의 일종이다. 세계에서 가장 널리 사용되는 향정신성 약물(psychoactive drug)이다. 다른 많은 향정신성 물질과는 달리, 거의 모든 나라에서 합법적이며 규제가 없다. 카페인의 영향을 설명하기 위한 몇 가지 알려진 메커니즘이 있다. 가장 두드러진 것은 수용체에 대한 아데노신의 작용을 가역적으로 차단하여 결과적으로 아데노신에 의한 졸음을 예방한다는 것이다. 또, 카페인은 자율 신경계의 특정 부위를 자극한다.
카페인은 쓴맛이 있고 백색 결정성의 퓨린으로 메틸잔틴 알칼로이드이며 화학적으로 DNA와 RNA의 아데닌, 구아닌 염기와 관련이 있다. 남미 및 동아시아 고유의 여러 식물의 씨앗, 견과 또는 잎에서 발견되며 곤충으로부터 보호하고 근처의 다른 종자의 발아를 방지하는 역할을 한다. 카페인의 가장 잘 알려진 원료는 커피콩이다. 보통 졸음을 완화 시키거나 예방하고 각성효과를 위해 카페인을 함유한 음료를 섭취한다. 이러한 음료를 만들기 위해 카페인은 물에 식물 제품을 담금작업을 통해 추출된다. 커피, 차, 콜라 같은 카페인 함유 음료는 매우 인기가 있다. 2014년 기준 미국 성인의 85 %는 카페인을 섭취하고 평균 164mg을 섭취한다.
커피 나무, 차, 과라나 열매 등에 존재하며, 카카오 열매와 콜라 열매에도 존재한다. 콜라, 초콜릿 등에도 포함되어 있으며 승화하는 특성이 있다. 이들 식물은 해충을 죽이기 위해 카페인을 사용한다.
카페인은 건강에 긍정적인 영향과 부정적인 영향을 모두 줄 수 있다. 기관지 형성 장애로 인한 미숙아 호흡장애, 미숙아 무호흡 등을 치료하고 예방할 수 있다. 카페인 구연산염은 WHO의 필수 의약품 모델 목록에 있다.  파킨슨 병 (Parkinson 's disease)을 포함한 일부 질병에 대해서는 약간의 보호 효과를 나타낼 수있다. 어떤 사람들은 카페인을 섭취하면 수면 장애나 불안을 겪는다. 그러나 다른 사람들은 거의 혼란을 느끼지 않는다. 임신 중 위험의 증거는 모호하며 일부 국가는 임산부가 1일 2잔 이하로 커피 섭취를 제한할 것을 권고한다. 카페인은 반복적인 섭취 후 섭취를 중단 할 때 졸음, 두통 및 과민증과 같은 금단 증상과 관련된 약한 약물 의존성의 증상을 나타낼 수 있다. 혈압 및 심장 박동수의 증가와 소변 생산량의 증가에 대한 자율 효과에 대한 내성은 만성적인 음용으로 발생한다.
카페인은 미국 FDA에서 "일반적으로 안전한 것으로 인정됨"(GRAS)으로 분류된다. 성인의 경우 하루에 10 그램을 넘는 독성 복용량으로 하루 500 밀리그램 미만의 일반적인 복용량보다 훨씬 높다. 미국 농무부에 따르면 100g의 커피 음료에는 40mg의 카페인이 들어있다. 커피 찌꺼기에는 경우에 따라 다르나 일반적으로 100g당 80.28mg의 카페인이 들어있다. 커피 한 잔에는 "커피콩"(씨앗)을 어떻게 제조하는지에 따라 80-175mg의 카페인이 들어 있다. 따라서 치명적인 복용량에 도달하기 위해서는 일반적으로 약 50-100 잔의 커피가 필요하다. 그러나 식이보충제로 사용할 수 있는 순수 분말 카페인의 경우 함유 농도에 따라 잘못된 사용에서처럼 적은 양으로도 위험할 수 있다.

## 효능
뇌-혈관장벽(BBB)을 쉽게 통과하여 중추신경흥분작용물질(CNS stimulant)로 작동하며 따라서 각성 상태(alertness)와 기분이 들뜨고 좋아지는 증상(temporary euphoria)을 경험할 수 있다. 혈류역학 적인 변화를 일으켜 일시적 혈압상승, 빈맥(tachycardia), 가슴 두근거림을 일으킬 수 있다. 이뇨작용(diuresis)을 갖고 있어, 사람 마다 다르지만, 쉽게 요의를 느끼게 된다.
커피, 홍차 및 여러 가지 탄산음료에 들어있는 약물인 카페인(caffeine)은 적어도 두 가지 방식으로 뇌 기능에 영향을 준다. 먼저 카페인은 혈류에 영향을 주는데, 심박률을 약간 증가시키지만 이와 함께 머리로 가는 혈관을 수축시켜서 혈류를 감소시킨다. (이런 효과 때문에, 카페인을 계속해서 복용하다가 절제하면 머리로 가는 혈류가 증가되고 이것이 두통의 원인이 될 수 있다.) 둘째로, 카페인은 신경전달물질인 아데노신의 효과를 방해한다. 아데노신은 특정 시냅스전 수용기에 작용하여 글루타민산과 도파민을 포함한 여러 가지 신경전달물질의 분비를 억제하는 역할을 한다. 즉, 아데노신의 효과를 방해한다는 것은 이들 신경전달물질의 분비를 증가시키는 것을 의미한다.

## 의존성
아직 정확히 알려지지 않았고 여전히 논쟁적인 내용이지만, 섭취를 중단했을 경우 약간의 금단증상이 있다는 연구 결과가 있다. 카페인은 사람마다 민감도가 달라서 얼마만큼의 카페인 섭취가 적절한가는 명확히 정해져 있지 않다.
카페인을 과다섭취하면 두통, 불면증, 행동 불안, 정서 장애, 혈압 상승, 부정맥, 역류성 식도염, 뼈 건강 악화 등을 일으킬 수 있다. 금단 증상으로는 두통, 심장 떨림, 구역감, 짜증, 불안, 신경과민, 우울증을 겪을 수 있다.

## 부작용
위산의 분비를 촉진시킨다. 불면증, 불안증세, 두근거림 등의 증상이 나타날 수 있다.

## 위험성
쥐를 대상으로 한 경구투여에서 LD50의 양은 192 mg/kg이다.
카페인은 개에게 해롭다. 개에게 줬을 경우 구토, 심계항진증, 등을 일으킬 수 있으며 죽음에 이르게 할 수도 있다.
인간에게 카페인의 치사량은 약 10g으로, 이는 대략 커피 100~130잔에 해당하는 양이다.

## 일일섭취 권장량
| 제품                                         | 섭취 분량                   | 섭취 분량별 카페인 (mg) | 카페인 (mg/L) |
| -------------------------------------------- | --------------------------- | ----------------------- | ------------- |
| 카페인 알약 (보통 약)                        | 1개 알약                    | 100                     | —             |
| 카페인 알약 (강한 약)                        | 1개 알약                    | 200                     | —             |
| 엑시드린 알약                                | 1개 알약                    | 65                      | —             |
| 허쉬 스페셜 다크 (45% 카카오 함유)           | 1개 바 (43 g or 1.5 oz)     | 31                      | —             |
| 허쉬 밀크 초콜릿 (11% 카카오 함유)           | 1개 바 (43 g or 1.5 oz)     | 10                      | —             |
| 끓인 커피                                    | 207 mL (7.0 미국 fl oz)     | 80–135                  | 386–652       |
| 드립 커피                                    | 207 mL (7.0 US fl oz)       | 115–175                 | 555–845       |
| 디카페인 커피                                | 207 mL (7.0 US fl oz)       | 5–15                    | 24–72         |
| 에스프레소 커피                              | 44–60 mL (1.5–2.0 US fl oz) | 100                     | 1,691–2,254   |
| 차 – 블랙, 그린, 기타 유형, – 3분 간 우려냄. | 177 밀리리터 (6.0 US fl oz) | 22–74                   | 124–418       |
| 구아야키 여바 마테 (루스 리프)               | 6 g (0.21 oz)               | 85                      | approx. 358   |
| 코카-콜라                                    | 355 mL (12.0 US fl oz)      | 34                      | 96            |
| 마운틴 듀                                    | 355 mL (12.0 US fl oz)      | 54                      | 154           |
| 펩시 제로 슈거                               | 355 mL (12.0 US fl oz)      | 69                      | 194           |
| 구아라나 안타티카                            | 350 mL (12 US fl oz)        | 30                      | 100           |
| 졸트 콜라                                    | 695 mL (23.5 US fl oz)      | 280                     | 403           |
| 레드불                                       | 250 mL (8.5 US fl oz)       | 80                      | 320           |

일일섭취 최대 권고량은 400mg(성인기준)이나 일부 과학자들은 3.7~45.8mg의 카페인 하루 섭취조절에서 당뇨병,고지혈증의 낮은 유병율과 관련있다고 보고하고있다.
한편 성인 400mg 이하를 비롯해 임산부 300mg 이하, 어린이·청소년 각자의 체중 kg당 2.5mg 이하로 하루 섭취 최대 권고량을 참고할 수 있다.

### 아동
건강한 아동의 경우 400mg 미만의 카페인 섭취는 무해한 것으로 간주된다. 400mg을 초과하는 카페인은 특히 정신의학적, 심장 관련 질병이 있는 아이들에게는 생리학적, 심리학적 행동 유해성을 보일 수 있다. 커피가 아동 발달에 방해를 준다는 증거는 없다. (단, 카페인으로 인해 수면을 충분히 취하지 못하면 성장에 문제가 있을 수 있다.)
| 나이대 | 일일 최대 카페인 섭취 권고량             |
| ------ | ---------------------------------------- |
| 4–6    | 45 mg (약 12 oz의 일반 카페인 청량 음료) |
| 7–9    | 62.5 mg                                  |
| 10–12  | 85 mg (대략 커피 1⁄2 컵)                 |

## 다른 생물
슈도모나스 푸티다 CBB5 박테리아는 순수한 카페인에서 생존하며 카페인을 이산화탄소와 암모니아로 분해할 수 있다.
카페인은 새, 개, 고양이에게 독성이 있으며, 연체동물, 다양한 곤충, 거미에게 심각한 악영향을 미친다. 이는 적어도 부분적으로는 카페인을 분해하는 능력이 부족하여 단위 중량당 카페인 농도가 더 높아지기 때문이다. 카페인은 또한 꿀벌의 보상 기억력을 향상시키는 것으로 밝혀졌다.

## 연구
카페인은 반수체 밀의 염색체를 두 배로 늘리는 데 사용되었다.

## 같이 보기
- 테오브로민
- 테오필린
- 암페타민
- 코카인
- 누트로픽